# Liste der Stolpersteine in Bornheim (Rheinland)
Die Liste der Stolpersteine in Bornheim (Rheinland) enthält alle Stolpersteine, die im Rahmen des gleichnamigen Kunstprojekts von Gunter Demnig in Bornheim (Rheinland) verlegt wurden. Mit ihnen soll an Opfer des Nationalsozialismus erinnert werden, die in Bornheim (Rheinland) lebten und wirkten.

## Verlegte Stolpersteine
| Adresse                                    | Name                             | Inschrift | Verlegedatum  | Bild | Anmerkung |
| ------------------------------------------ | -------------------------------- | --- | ------------- | --- | --------- |
| Neußer Straße 4                            | Feldmann, Alfons                 | Hier wohnte Alfons Feldmann Jg. 1903 für tot erklärt ?                                                                                           | 23. Okt. 2006 | |           |
| Germanenstraße 26                          | Rolef, Abraham                   | Hier wohnte Abraham Rolef Jg. 1880 deportiert 1942 Theresienstadt ermordet 1944 in Auschwitz                                                     | 4. Dez. 2010  | |           |
| Germanenstraße 26                          | Rolef, Berta                     | Hier wohnte Berta Rolef Jg. 1883 deportiert 1942 Theresienstadt ermordet 1944 in Auschwitz                                                       | 4. Dez. 2010  | |           |
| Oberstraße 6–8                             | Horn, Berta                      | Hier wohnte Berta Horn Jg. 1867 deportiert 1942 Theresienstadt ermordet in Treblinka                                                             | 29. Okt. 2008 | |           |
| Oberstraße 6–8                             | Horn, Lina                       | Hier wohnte Lina Horn Jg. 1873 deportiert 1942 Theresienstadt ermordet in Treblinka                                                              | 29. Okt. 2008 | |           |
| Brunnenstraße 47                           | Loeb, David                      | Hier wohnte David Loeb Jg. 1861 deportiert 1942 ermordet in Theresienstadt                                                                       | 23. Okt. 2006 | |           |
| Brunnenstraße 47                           | Loeb, Philipp                    | Hier wohnte Philipp Loeb Jg. 1894 deportiert 1942 ermordet in Minsk                                                                              | 23. Okt. 2006 | |           |
| Brunnenstraße 47                           | Loeb, Hertha                     | Hier wohnte Hertha Loeb geb. Eisenstein Jg. 1905 deportiert 1942 ermordet in Minsk                                                               | 23. Okt. 2006 | |           |
| Brunnenstraße 47                           | Loeb, Alfred                     | Hier wohnte Alfred Loeb Jg. 1929 deportiert 1942 ermordet in Minsk                                                                               | 23. Okt. 2006 | |           |
| Brunnenstraße 47                           | Loeb, Ellen                      | Hier wohnte Ellen Loeb Jg. 1931 deportiert 1942 ermordet in Minsk                                                                                | 23. Okt. 2006 | |           |
| Königstraße 79                             | Cahn, Isidor                     | Hier wohnte Isidor Cahn Jg. 1883 deportiert ermordet in Auschwitz                                                                                | 23. Okt. 2006 | |           |
| Königstraße 79                             | Cahn, Franziska                  | Hier wohnte Franziska Cahn geb. Loeb Jg. 1890 deportiert ermordet in Auschwitz                                                                   | 23. Okt. 2006 | |           |
| Königstraße 79                             | Cahn, Hildegard                  | Hier wohnte Hildegard Cahn Jg. 1915 deportiert ermordet in Auschwitz                                                                             | 23. Okt. 2006 | |           |
| Blumenstraße 105                           | Beretz, Jakob                    | Hier wohnte Jakob Beretz Jg. 1886 deportiert 1942 Łodz / Litzmannstadt ermordet                                                                  | 18. Dez. 2012 | |           |
| Blumenstraße 105                           | Beretz, Gustav                   | Hier wohnte Gustav Beretz Jg. 1888 deportiert 1942 Minsk ermordet                                                                                | 18. Dez. 2012 | |           |
| Blumenstraße 105                           | Beretz, Paula                    | Hier wohnte Paula Beretz geb. Herz Jg. 1892 deportiert 1942 Minsk ermordet                                                                       | 18. Dez. 2012 | |           |
| Blumenstraße 105                           | Beretz, Erika                    | Hier wohnte Erika Beretz Jg. 1927 deportiert 1942 Minsk ermordet                                                                                 | 18. Dez. 2012 | |           |
| Burgbenden 4                               | Goldstein, Jakob                 | Hier wohnte Jakob Goldstein Jg. 1875 deportiert 1942 Auschwitz ermordet in Theresienstadt                                                        | 23. Okt. 2006 | |           |
| Burgbenden 4                               | Goldstein, Julie                 | Hier wohnte Julie Goldstein geb. Andres Jg. 1878 deportiert 1942 ermordet in Theresienstadt                                                      | 23. Okt. 2006 | |           |
| Burgbenden 4                               | Goldstein, Else                  | Hier wohnte Else Goldstein Jg. 1900 deportiert 1942 ermordet in Theresienstadt                                                                   | 23. Okt. 2006 | |           |
| Rheinstraße 245                            | Salomon, Jakob                   | Hier wohnte Jakob Salomon Jg. 1895 deportiert 1942 Minsk ermordet 1942                                                                           | 4. Dez. 2010  | |           |
| Rheinstraße 245                            | Salomon, Eva                     | Hier wohnte Eva Salomon geb. Schmitz Jg. 1901 deportiert 1942 Minsk ermordet 1942                                                                | 4. Dez. 2010  | |           |
| Rheinstraße 245                            | Salomon, Emil                    | Hier wohnte Emil Salomon Jg. 1928 deportiert 1942 Minsk ermordet 1942                                                                            | 4. Dez. 2010  | |           |
| Rheinstraße 245                            | Schmitz, Hermann                 | Hier wohnte Hermann Schmitz Jg. 1869 unfreiwillig verzogen 1942 Köln deportiert 1942 Theresienstadt 1942 Treblinka ermordet                      | 4. Dez. 2018  | Bild gesucht Der Benutzer GeorgDerReisende ( Diskussion ) wünscht sich an dieser Stelle ein Bild vom Ort mit diesen Koordinaten 50.77602 7.04205 . Motiv: Rheinstraße 245: der Stolperstein für Hermann Schmitz, die Lage und das Haus Falls du dabei helfen möchtest, erklärt die Anleitung , wie das geht. BW                                                    |           |
| Siegstraße 7                               | Salomon, Joseph                  | Hier wohnte Joseph Salomon Jg. 1888 deportiert 1942 Minsk ermordet 1942                                                                          |               | |           |
| Siegstraße 7                               | Salomon, Klara                   | Hier wohnte Klara Salomon Jg. 1891 deportiert 1942 Minsk ermordet 1942                                                                           |               | |           |
| Siegstraße 7                               | Salomon, Hans Helmut             | Hier wohnte Hans Helmut Salomon Jg. 1924 deportiert 1942 Minsk ermordet 1942                                                                     |               | |           |
| Schmiedegasse 83                           | Bähr, Julchen                    | Hier wohnte Julchen Bähr geb. Eckstein Jg. 1871 deportiert 1942 Theresienstadt ermordet 1943                                                     | 18. Dez. 2012 | |           |
| Schmiedegasse 83                           | Hartog, Helene                   | Hier wohnte Helene Hartog geb. Levi Jg. 1865 deportiert 1942 Theresienstadt ermordet 1942                                                        | 18. Dez. 2012 | |           |
| Büttgasse 14                               | Schmitz, Leopold                 | Hier wohnte Leopold Schmitz Jg. 1880 interniert 1942 Zwangsarbeiterlager Bardenberg deportiert 1942 ermordet in Minsk                            | 18. Dez. 2012 | |           |
| Büttgasse 14                               | Schmitz, Friederike              | Hier wohnte Friederike Schmitz geb. Simon Jg. 1890 interniert 1942 Zwangsarbeiterlager Bardenberg deportiert 1942 ermordet in Minsk              | 18. Dez. 2012 | |           |
| Büttgasse 14                               | Schmitz, Margot                  | Hier wohnte Margot Schmitz Jg. 1921 interniert 1942 Zwangsarbeiterlager Bardenberg deportiert 1942 ermordet in Minsk                             | 18. Dez. 2012 | |           |
| Büttgasse 14                               | Schmitz, Lilli                   | Hier wohnte Lilli Schmitz Jg. 1923 interniert Zwangsarbeiterlager Bardenberg deportiert 1942 ermordet in Minsk                                   | 18. Dez. 2012 | |           |
| Büttgasse 14                               | Schmitz, Emil                    | Hier wohnte Emil Schmitz Jg. 1925 interniert Fort V Müngersdorf deportiert 1942 Minsk Theresienstadt für tot erklärt                             | 18. Dez. 2012 | |           |
| Büttgasse 14                               | Berger, Lina                     | Hier wohnte Lina Berger geb. Beretz Jg. 1889 deportiert 1942 Schicksal unbekannt                                                                 | 18. Dez. 2012 | |           |
| Büttgasse 14                               | Berger, Hildegard                | Hier wohnte Hildegard Berger Jg. 1921 deportiert 1942 Theresienstadt ermordet                                                                    | 18. Dez. 2012 | |           |
| Büttgasse 14                               | Levi, Simon                      | Hier wohnte Simon Levi Jg. 1880 interniert 1941 Zwangsarbeiterlager Bardenberg deportiert 1942 Richtung Osten ermordet                           | 18. Dez. 2012 | |           |
| Büttgasse 14                               | Levi, Ida                        | Hier wohnte Ida Levi geb. Klee Jg. 1879 interniert 1942 Zwangsarbeiterlager Bardenberg deportiert 1942 ermordet in Minsk                         | 18. Dez. 2012 | |           |
| Hauptstraße 160                            | Jonas, Markus                    | Hier wohntMarkus Jonas Jg. 1863 deportiert 1942 Theresienstadt tot 12.10.1942                                                                    | 29. Okt. 2008 | |           |
| Hauptstraße 160                            | Jonas, Helene                    | Hier wohnte Helene Jonas geb. Salm Jg. 1858 tot 1942 im jüd. Krankenhaus                                                                         | 29. Okt. 2008 | |           |
| Hauptstraße 160                            | Jonas, Julius                    | Hier wohnte Julius Jonas Jg. 1889 deportiert 1942 Izbica ermordet in Sobibor                                                                     | 29. Okt. 2008 | |           |
| Hauptstraße 160                            | Jonas, Elise                     | Hier wohnte Elise Jonas Jg. 1890 deportiert 1942 Izbica ermordet                                                                                 | 29. Okt. 2008 | |           |
| Beethovenstraße 34                         | Bähr, Henriette                  | Hier wohnte Henriette Bähr geb. Voos Jg. 1885 unfreiwillig verzogen 1939 Köln deportiert ermordet in Theresienstadt                              | 12.12.2014    | Bild gesucht Der Benutzer GeorgDerReisende ( Diskussion ) wünscht sich an dieser Stelle ein Bild vom Ort mit diesen Koordinaten 50.77467 6.92647 . Motiv: Beethovenstraße 34: die Stolpersteine für die Familie Bähr, die Lage und das Haus Falls du dabei helfen möchtest, erklärt die Anleitung , wie das geht. BW                                               |           |
| Beethovenstraße 34                         | Bähr, Setta                      | Hier wohnte Setta Bähr Jg. 1917 unfreiwillig verzogen 1939 Köln Schicksal unbekannt                                                              | 12.12.2014    | |           |
| Beethovenstraße 34                         | Bähr, Else                       | Hier wohnte Else Bähr Jg. 1914 unfreiwillig verzogen 1939 Köln Schicksal unbekannt                                                               | 12.12.2014    | |           |
| Beethovenstraße 34                         | Voos, Sibilla                    | Hier wohnte Sibilla Voos Jg. 1881 unfreiwillig verzogen 1939 Köln deportiert 1942 Auschwitz ermordet 1942                                        | 12.12.2014    | |           |
| Beethovenstraße 34                         | Voos, Jakob                      | Hier wohnte Jakob Voos Jg. 1869 „Schutzhaft“ 1938 Sachsenhausen deportiert 1942 Theresienstadt ermordet in Treblinka                             | 12.12.2014    | |           |
| Schweppenburgstraße/Ecke Graue-Burg-Straße | Levy, Ruth                       | Hier lebte Ruth Levy Jg. 1923 eingewiesen 1941 Kinderheim Sechtem 1942 Jacoby'sche Anstalt Bendorf-Sayn deportiert 1942 ermordet in Krasniczyn   | 12.12.2014    | Bild gesucht Der Benutzer GeorgDerReisende ( Diskussion ) wünscht sich an dieser Stelle ein Bild vom Ort mit diesen Koordinaten 50.79262 6.94923 . Motiv: Schweppenburgstraße/Ecke Graue-Burg-Straße: die Stolpersteine für Ruth Levy, Arthur Braun und Hans Simons, die Lage und der Ort Falls du dabei helfen möchtest, erklärt die Anleitung , wie das geht. BW |           |
| Schweppenburgstraße/Ecke Graue-Burg-Straße | Baum, Arthur                     | Hier lebte Arthur Baum Jg. 1880 eingewiesen 1941 Graue Burg Sechtem 1942 Jacoby'sche Anstalt Bendorf-Sayn deportiert 1942 ermordet in Krasniczyn | 12.12.2014    | |           |
| Schweppenburgstraße/Ecke Graue-Burg-Straße | Simons, Hans                     | Hier lebte Hans Simons Jg. 1923 eingewiesen 1941 Kinderheim Sechtem 1942 Jacoby'sche Anstalt Bendorf-Sayn deportiert 1942 ermordet in Sobibor    | 12.12.2014    | |           |
| Königstraße 121 ·                          | Nathan, Johanna                  | Hier wohnte Johanna Nathan Jg. 1865 unfreiwillig verzogen 1942 Köln deportiert 1942 Theresienstadt ermordet 3.3.1944                             | 04.12.2018    | |           |
| Königstraße 121 ·                          | Nathan, Bernhard                 | Hier wohnte Bernhard Nathan, Jg. 1861 unfreiwillig verzogen 1942 Köln deportiert 1942 Theresienstadt 1942 Treblinka ermordet                     | 04.12.2018    | |           |
| Königstraße 121 ·                          | Schmitz, Sibilla                 | Hier wohnte Sibilla Schmitz geb. Nathan Jg. 1901 unfreiwillig verzogen 1942 Bonn deportiert 1942 Lodz / Litzmannstadt ermordet                   | 04.12.2018    | |           |
| Königstraße 121 ·                          | Schmitz, Josef                   | Hier wohnte Josef Schmitz Jg. 1902 unfreiwillig verzogen 1942 Bonn deportiert 1942 Auschwitz ermordet 4.8.1942                                   | 04.12.2018    | |           |
| Königstraße 121 ·                          | Schmitz, Sally                   | Hier wohnte Sally Schmitz Jg. 1940 unfreiwillig verzogen 1942 Bonn deportiert 1942 Lodz / Litzmannstadt ermordet                                 | 04.12.2018    | |           |
| Bonner Straße 70                           | Scheuer, Michael                 | Hier wohnte Michael Scheuer Jg. 1868 Flucht 1939 USA                                                                                             | 17.10.2022    | |           |
| Bonner Straße 70                           | Scheuer Adele geb. Ehrlich       | Hier wohnte Adele Scheuer geb. Ehrlich Jg. 1874 Flucht 1939 USA                                                                                  | 17.10.2022    | |           |
| Bonner Straße 70                           | Scheuer, Hertha                  | Hier wohnte Hertha Scheuer Jg. 1903 Flucht 1936 USA                                                                                              | 17.10.2022    | |           |
| Bonner Straße 70                           | Sax, Jakob Julius                | Hier wohnte Jakob Julius Sax Jg. 1899 Flucht 1937 USA                                                                                            | 17.10.2022    | |           |
| Bonner Straße 70                           | Sax, Elisabeth Else geb. Scheuer | Hier wohnte Elisabeth Else Sax geb. Scheuer Jg 1932 Flucht 1937 USA                                                                              | 17.10.2022    | |           |
| Bonner Straße 70                           | Sax, Rolf                        | Hier wohnte Rolf Sax Jg. 1937 Flucht 1939 USA | 17.10.2022    | |           |
| Bonner Straße 70                           | Sax, Ruth                        | Hier wohnte Ruth Sax Jg. 1937 Flucht 1939 USA | 17.10.2022    | |           |
| Secundastraße 7                            | Katz, Moses                      | Hier wohnte Moses Katz Jg 1879 interniert 1942 deportiert 1942 ermordet in Maly Trostinec                                                        | 17.10.2022    | |           |
| Secundastraße 7                            | Katz, Sibilla geb. Levenbach     | Hier wohnte Sibilla Katz geb. Levenbach Jg. 1871 interniert 1942 deportiert 1942 ermordet in Maly Trostinec                                      | 17.10.2022    | |           |
| Secundastraße 7                            | Katz, Marta                      | Hier wohnte Marta Katz Jg. 1906 interniert 1942 deportiert 1942 ermordet in Maly Trostinec                                                       | 17.10.2022    | |           |
| Königstraße 75                             | Nathan, Amalia                   | Hier wohnte Amalia Nathan Jg. 1856 Zwangsumzug 1940 Köln Sachsenring 86 deportiert 1942 ermordet in Theresienstadt 25.08.1942                    | 17.10.2022    | |           |
| Brunnenstraße 74                           | Forsbach, Friedrich Wilhelm      | Hier wohnte Friedrich Wilhelm Forsbach Jg. 1891 verhaftet 26.6.1941 Gefängnis Bonn Flossenbürg ermordet 31.10.1941                               | 25.09.2021    | |           |
| Königstraße 74                             | Levenbach, Jakob                 | Hier wohnte Jakob Levenbach Jg. 1910 Flucht 1936 Frankreich inhaftiert Drancy deportiert 1942 ermordet in Auschwitz                              | 25.09.2021    | |           |
| Königstraße 74                             | Levenbach, Leo                   | Hier wohnte Leo Levenbach Jg. 1881 Flucht 1938 USA                                                                                               | 25.09.2021    | |           |
| Königstraße 74                             | Levenbach, Mathilde geb. Lazard  | Hier wohnte Mathilde Levenbach geb. Lazard Jg. 1895 Flucht 1938 USA                                                                              | 25.09.2021    | |           |
| Königstraße 74                             | Levenbach, Harry                 | Hier wohnte Harry Levenbach Jg. 1926 Flucht 1938 USA                                                                                             | 25.09.2021    | |           |
| Heinestraße 1                              | Nathan, Julie                    | Heinestr. 1 wohnte Julie Nathan Jg. 1859 eingewiesen 1937 Heilanstalt Bonn deportiert 1942 Maly Trostinec ermordet                               | 25.09.2021    | |           |
| Heinestraße 1                              | Nathan, Sibilla                  | Heinestr. 1 wohnte Sibilla Nathan Jg. 1866 entmündigt 1938 Zwangsumzug 1938 Rheinbach Altenheim Kloster Maria Hilf Tot 24.03.1940                | 25.09.2021    | |           |
| Heinestraße 1                              | Nathan, Moses                    | Heinestr. 1 wohnte Moses Nathan Jg. 1854 entmündigt 1938 Zwangsumzug 1938 Rheinbach Altenheim Kloster Maria Hilf Tot 23.01.1941                  | 25.09.2021    | |           |
| Germanenstraße 26                          | Rolef, Sally Salomon             | Hier wohnte Sally Salomon Rolef Jg. 1883 interniert 1942 Sammellager Endenich deportiert 1942 Maly Trostinec ermordet                            | 25.09.2021    | Bild gesucht Der Benutzer GeorgDerReisende ( Diskussion ) wünscht sich an dieser Stelle ein Bild vom Ort mit diesen Koordinaten 50.79136 7.02359 . Motiv: Germanenstraße 26: die Stolpersteine für die Familie Rolef, die Lage und das Haus Falls du dabei helfen möchtest, erklärt die Anleitung , wie das geht. BW                                               |           |
| Germanenstraße 26                          | Rolef, Else                      | Hier wohnte Else Rolef Jg. 1909 Flucht 1934 Palästina                                                                                            | 25.09.2021    | |           |
| Germanenstraße 26                          | Rolef, Hans                      | Hier wohnte Hans Rolef Jg. 1913 Flucht 1938 USA                                                                                                  | 25.09.2021    | |           |
| Germanenstraße 26                          | Rolef, Ruth                      | Hier wohnte Ruth Rolef, Jg. 1915 Flucht 1935 Palästina                                                                                           | 25.09.2021    | |           |
| Schillerstraße 1                           | König, Catharina                 | Schillerstr. 1 wohnte Catharina König Jg. 1881 eingewiesen Heilanstalt Galkhausen ´verlegt` 20.8.1941 Hadamar ermordet 20.8.1941 ´Aktion T4`     | 06.11.2024    | Bild gesucht Der Benutzer GeorgDerReisende ( Diskussion ) wünscht sich an dieser Stelle ein Bild vom Ort mit diesen Koordinaten 50.761251 6.995866 . Motiv: Schillerstraße 1: der Stolperstein für Catharina König, die Lage und das Haus Falls du dabei helfen möchtest, erklärt die Anleitung , wie das geht. BW                                                 |           |
| Servatiusweg 11                            | Cahn, Sally                      | Hier wohnte Sally Cahn Jg. 1892 Flucht 1938 Kolumbien                                                                                            | 06.11.2024    | Bild gesucht Der Benutzer GeorgDerReisende ( Diskussion ) wünscht sich an dieser Stelle ein Bild vom Ort mit diesen Koordinaten 50.76126 6.991819 . Motiv: Servatiusweg 11: die Stolpersteine für die Familie Cahn, die Lage und das Haus Falls du dabei helfen möchtest, erklärt die Anleitung , wie das geht. BW                                                 |           |
| Servatiusweg 11                            | Cahn, Paulina                    | Hier wohnte Paulina Cahn geb. Cahn Jg. 1886 Flucht 1938 Kolumbien                                                                                | 06.11.2024    | |           |
| Servatiusweg 11                            | Cahn, Josef                      | Hier wohnte Josef Cahn Jg. 1919 Flucht 1938 Kolumbien                                                                                            | 06.11.2024    | |           |
| Servatiusweg 11                            | Cahn, Maximilian                 | Hier wohnte Maximilian Cahn Jg. 1922 Flucht 1938 Kolumbien                                                                                       | 06.11.2024    | |           |
| Königstraße 138                            | Schmitz, Hermann                 | Hier wohnte Hermann Schmitz Jg. 1880 Flucht 1939 Chile                                                                                           | 06.11.2024    | Bild gesucht Der Benutzer GeorgDerReisende ( Diskussion ) wünscht sich an dieser Stelle ein Bild vom Ort mit diesen Koordinaten 50.763464 6.985588 . Motiv: Königstraße 138: die Stolpersteine für die Familie Schmitz, die Lage und das Haus Falls du dabei helfen möchtest, erklärt die Anleitung , wie das geht. BW                                             |           |
| Königstraße 138                            | Schmitz, Amalia                  | Hier wohnte Amalia Schmitz geb. Hirzmann Jg. 1888 Flucht 1938 Chile                                                                              | 06.11.2024    | |           |
| Königstraße 138                            | Schmitz, Grete                   | Hier wohnte Grete Schmitz Jg. 1921 Flucht 1939 Chile                                                                                             | 06.11.2024    | |           |
| Königstraße 138                            | Schmitz, Ernst                   | Hier wohnte Ernst Schmitz Jg. 1924 Flucht 1939 Chile                                                                                             | 06.11.2024    | |           |